# Immortality Drive
El Immortality Drive és un dispositiu de memòria de grans dimensions que es va realitzar per a l'Estació Espacial Internacional en una nau espacial Soiuz el 12 d'octubre de 2008. L''Immortality Drive conté les seqüències digitalitzades d'ADN d'un grup seleccionat d'humans, com:

- el físic Stephen Hawking
- el comediant Stephen Colbert
- la model de Playboy Jo Garcia
- el dissenyador de videojocs Richard Garriot
- els escriptors de fantasia Tracy Hickman i Laura Hickman
- el lluitador de lluita lliure Matt Morgan
- i l'atleta Lance Armstrong.

El microxip conté a més una còpia del George's Secret Key to the Universe, un llibre per a nens escrit per Stephen Hawking i la seva filla, Lucy. La intenció del Immortality Drive és preservar l'ADN humà en una càpsula del temps, en cas que algun cataclisme global tingués lloc a la Terra. L''Immortality Drive va ser presentat en el Life After People del Canal d'Història, el prime episodi de la temporada de "The Bodies Left Behind".